# هنري ويتني بيلوز
هنري ويتني بيلوز (بالإنجليزية: Henry Whitney Bellows)‏ هو كاتب أمريكي، ولد في 11 يونيو 1814 في بوسطن في الولايات المتحدة، وتوفي في 30 يناير 1882 في نيويورك في الولايات المتحدة.

## وصلات خارجية
- هنري ويتني بيلوز على موقع الموسوعة البريطانية (الإنجليزية)
- هنري ويتني بيلوز على موقع إن إن دي بي (الإنجليزية)